# Cuerpo parental
En meteorítica, un cuerpo parental es el cuerpo celeste del que se origina un meteorito o una clase de meteoritos.

## Identificación
El método más sencillo para correlacionar un meteorito con su cuerpo parental es cuando el cuerpo todavía existe. Este es el caso de los meteoritos lunares y meteoritos marcianos. Muestras de meteoritos lunares pueden ser comparados con muestras del programa Apolo. Meteoritos marcianos pueden ser comparados con análisis llevados a cabo por los astromóviles (por ejemplo el Spirit).
Los meteoritos pueden también ser comparados con la clasificación espectral de los asteroides. Para identificar el cuerpo parental de una clase de meteoritos, los científicos comparan su albedo y su espectro con otros cuerpos conocidos. Estos estudios muestran que algunas clases de meteoritos están cercanamente asociados a algunos asteroides. Los meteoritos HED, por ejemplo, están relacionados con el asteroide (4) Vesta. Otro método para clasificar los meteoritos de acuerdo a sus cuerpo parental es agrupándolos de acuerdo a su composición, con los tipos de cada hipotético asteroide agrupados en un gráfico. Estudiosos de la meteorítica han vinculado tentativamente meteoritos existentes a entre 100 y 150 cuerpos parentales; mucho menos del menor al millón de asteroides de más de un kilómetro de diámetro del Cinturón de asteroides. Este aparente sesgo muestral permanece en un área de activa investigación.